# Zwevegem Ladies Open
Lo Zwevegem Ladies Open è un torneo professionistico di tennis giocato su campi in terra rossa. Fa parte dell'ITF Women's Circuit. Si gioca annualmente a Zwevegem in Belgio.

## Albo d'oro

### Singolare
| Anno | Campionessa          | Finalista        | Punteggio     |
| ---- | -------------------- | ---------------- | ------------- |
| 2011 | Mihaela Buzărnescu   | Bibiane Schoofs  | 3–6, 6–2, 6–4 |
| 2012 | Anastasija Sevastova | Çağla Büyükakçay | 6–0, 6–3      |

### Doppio
| Anno | Campionesse                      | Finaliste                         | Punteggio           |
| ---- | -------------------------------- | --------------------------------- | ------------------- |
| 2011 | Lenka Wienerová Maryna Zanevs'ka | Kim Kilsdonk Nicolette van Uitert | 6–4, 3–6, [10–7]    |
| 2012 | Mihaela Buzărnescu Nicola Geuer  | Kim Kilsdonk Nicolette van Uitert | 7–6(5), 1–6, [10–4] |